# 裴蘊
裴蘊（はい うん、? - 618年）は、中国陳および隋の政治家。本貫は河東郡聞喜県。隋の煬帝に重臣として仕えたが、後に宇文化及の反乱で殺された。

## 略歴
裴蘊の一族は代々南朝の高官をつとめた家柄で、曾祖父裴髦の弟に梁の侍中・左衛将軍の裴邃、祖父に右衛将軍（『梁書』『南史』より）の裴之平などがいる。裴蘊の父裴忌は陳の都官尚書となったが、呉明徹とともに呂梁の戦いで北周の軍に敗れ、北朝に囚われの身となった。残された裴蘊は陳に仕え続け、官吏としての才幹を評価され、直閤将軍・興寧県令を歴任した。裴蘊は父が北朝にいることから、密かに隋の文帝に書を送り、これと通じるようになった。隋が陳を滅ぼすと、文帝は降伏した南朝の人士の中で、裴蘊がかねてから自分に帰順していたことを嘉し、儀同三司を授け、さらに開府を許した。洋州・直州・棣州の刺史を歴任し、いずれの地でも有能との名声を得た。
文帝を継いだ煬帝は、裴蘊の名声を聞き、彼を召して太常少卿に任じた。裴蘊は煬帝に奏上して、北周・北斉・梁・陳の楽士子弟を集め、民間で歌舞音曲の才能ある者たちを太常に所属させ、宮中の楽人を3万人以上増やした。煬帝は大いに気をよくし、彼を民部侍郎に任じた。当時、天下は統一されたばかりで、戸籍の遺漏が甚だしく、また民の中には年齢を偽って租税や賦役を免れようとする者が多かった。609年、裴蘊は戸籍の虚偽には連帯責任を負わせ、また密告を奨励すること上奏し、これによって全国の成人男子・戸数は大幅に計上されることになった。煬帝は裴蘊を賞賛し、彼を親任するようになった。まもなく御史大夫となり、蘇威・宇文述・裴矩・虞世基らとともに朝政をつかさどり、人々から「五貴」と称された。
裴蘊は主君である煬帝の心中の意向を察することに敏で、煬帝が嫌う相手には法を曲げて陥れ、許したいと思っている相手には手心を加えて赦免し、煬帝の歓心を得た。これ以後刑罰は大小無く彼の手にゆだねられ、刑部や大理も口出しすることができなかった。薛道衡は煬帝の高熲誅殺を批判したことで殺され、蘇威は反乱を起こした者たちに特赦を与え、彼らを高句麗遠征に用いるよう進言して煬帝の不快を招き、官位を剥奪されたが、これらはすべて裴蘊の讒言によるものであった。また楊玄感の反乱の後、裴蘊は煬帝の意を受け、反乱に荷担した者数万人をすべて処刑した。
618年、江都において宇文化及・司馬徳戡らが煬帝に対して反乱を計画し、江陽長の張恵紹はこれを裴蘊に報告した。知らせを受けた裴蘊は、詔勅と偽って来護児に兵を率いさせ、城外にいる宇文化及らの与党を捕らえると同時に、范富婁らを派遣し、宮中の門を開けて煬帝を救おうと図った。裴蘊は自らの計画を虞世基に報告させたが、虞世基は反乱の知らせを信じず、裴蘊の計画を実行しなかった。まもなく宇文化及らが反乱を起こし、裴蘊は煬帝・虞世基らとともに殺害された。

## 伝記資料
- 『隋書』巻67 列伝第32
- 『北史』巻74 列伝第62